# Teresa z Gosiewskich Sapieżyna
Teresa z Gosiewskich Sapieżyna (ur. ?, zm. 7 czerwca 1708 w Wilnie) – wojewodzina wileńska.
Była córką Wincentego Aleksandra Gosiewskiego hetmana polnego litewskiego, siostrą biskupa smoleńskiego Bogusława Gosiewskiego. W lutym 1677 poślubiła Józefa Słuszkę, podówczas chorążego wielkiego litewskiego. Poprzez męża związała się silnie z dworem królewskim Jana Sobieskiego, który poprzez rodzinę Słuszków próbował realizować swoją politykę na Litwie jako przeciwwagę dla potęgi rodu Sapiehów. Stopniowo stawała się zaufaną osobą królowej. Zaufanie to zaowocowało w 1694 wysłaniem Teresy jako posłanki ekstraordynaryjnej do elektora bawarskiego, a następnie przez Brukselę do Paryża, gdzie została przyjęta przez Ludwika XIV. 
Przez długie lata trwał jej romans z Kazimierzem Janem Sapiehą, dla którego porzuciła Rafała Leszczyńskiego. Próbowała zbliżyć Kazimierza Jana z dworem, co ostatecznie doprowadziło do zerwania związku w czasie konwokacji w 1696, kiedy to Teresa stała cały czas po stronie królowej Marii Kazimiery, a Sapieha przyłączył się do stronnictwa żądającego jej wyjazdu z Warszawy. Za pieniądze własne i królowej podburzyła republikanów na Litwie, co doprowadziło do starć zbrojnych jesienią 1696. Do walk skłoniła także część wojsk podległych mężowi, mimo to sytuacja na Litwie chwilowo uspokoiła się.
Po elekcji 1697 Augusta II ponownie zeszła się z Kazimierzem Janem, z którym po śmierci hetmana Słuszki (1701) wzięła w Łowiczu ślub 6 maja 1703. Nigdy nie była gorącą zwolenniczką syna swojego byłego kochanka, Stanisława Leszczyńskiego. August II pozbawił ją w końcu 1705  za zdradę wszelkich dóbr na rzecz brata jej pierwszego męża Dominika Michała Słuszki. Po ojcu i pierwszym mężu odziedziczyła znaczną fortunę, którą zapisała drugiemu mężowi i bratu. Zmarła bezpotomnie. Na odnowienie kościoła jezuitów w Wilnie (św. Kazimierza) zapisała 50 tysięcy zł, na zbudowanie szpitala na Antokolu – 80 tysięcy zł. na zbudowanie murowanego kościoła w Terespolu 20 tysięcy zł. Ufundowała pierwszemu mężowi okazały nagrobek w kościele św. Kazimierza w Wilnie (zniszczony w poł. XIX w.) gdzie również sama obok niego spoczęła.

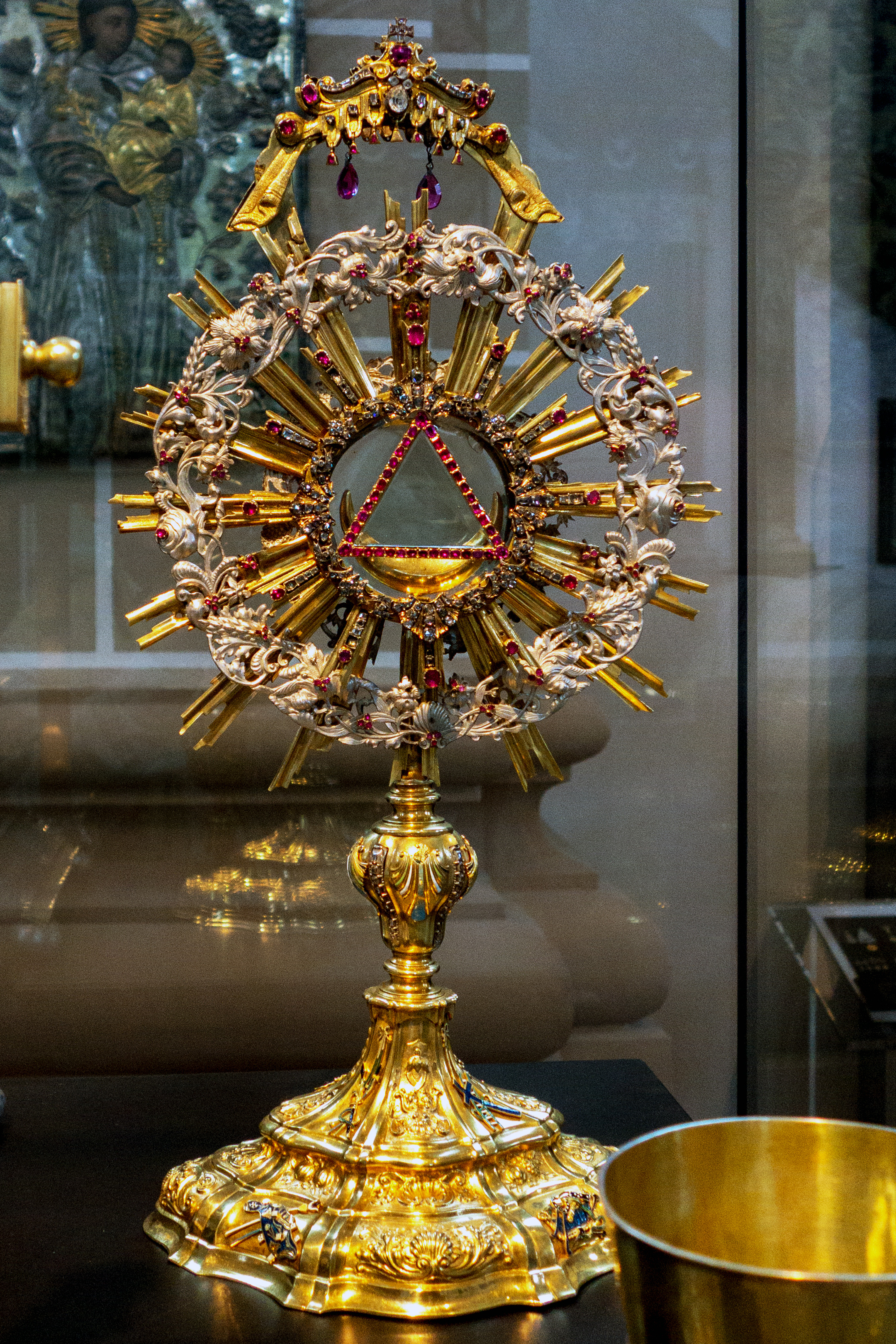
Monstancja ufundowana przez Teresę i jej brata biskupa do katedry wileńskiej